# Église du Sacré-Cœur de Graz
Pour les articles homonymes, voir Église du Sacré-Cœur.

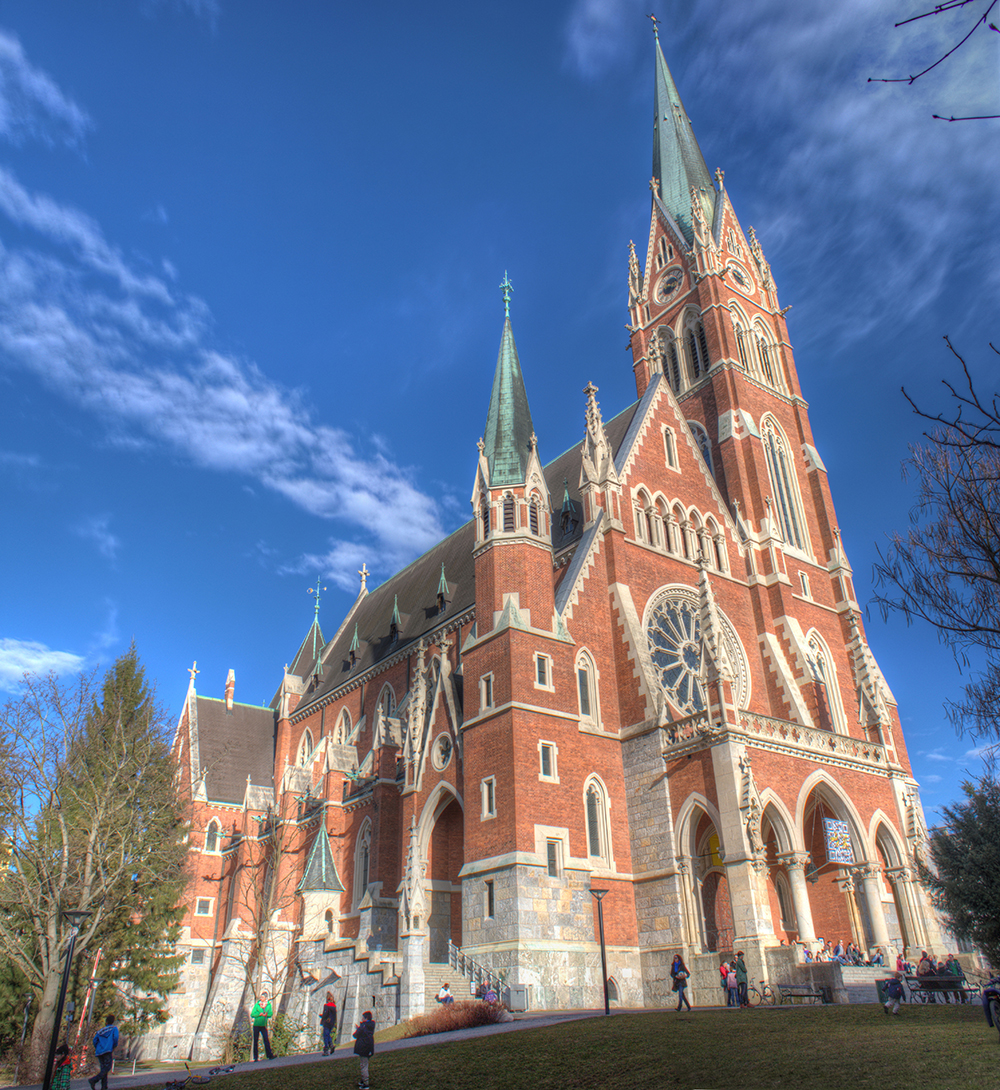
Herz-Jesu-Kirche Graz

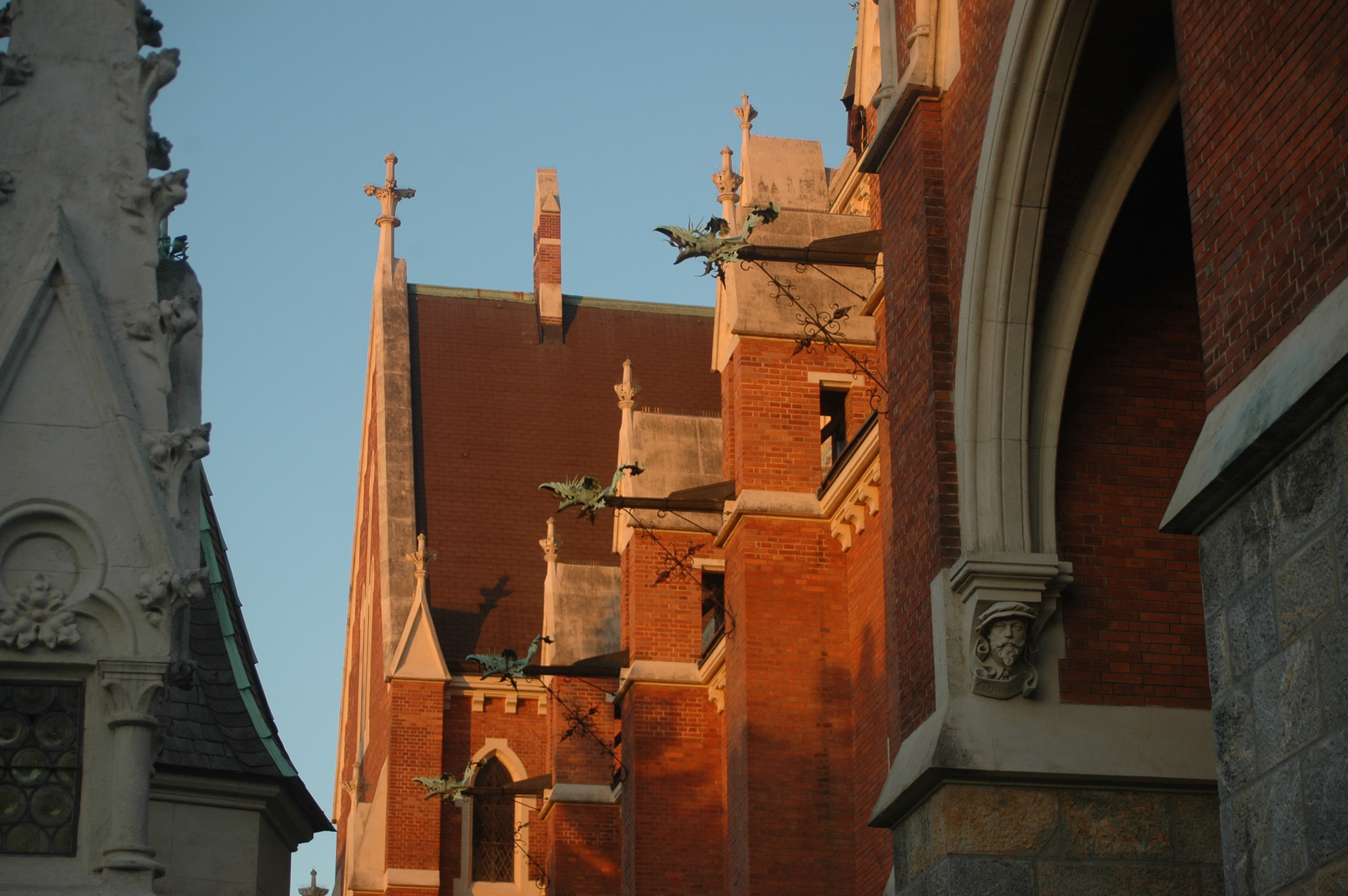
Herz-Jesu-Kirche Graz, côté nord-ouest

L'église du Sacré-Cœur (en allemand : Herz-Jesu-Kirche , litt. « cœur de Jésus ») est une église catholique romaine construite dans le style néo-gothique en briques dans le quartier de Graz de St. Léonhard. Le bâtiment, construit entre 1881 et 1887, possède le troisième plus haut clocher d'Autriche et est l'un des édifices les plus importants de l'historicisme en Styrie.

## Histoire de la construction
En 1875, le prince-évêque Johann Baptist Zwerger, originaire du Tyrol du Sud et grand admirateur du Sacré-Cœur, réclama pour la première fois la construction d'une église du Sacré-Cœur à Graz. L'église était censée être un centre paroissial pour le quartier de style wilhelminien alors en pleine croissance dans l'actuelle rue St. Leonhard et en même temps représentent un monument important à la dévotion au Sacré-Cœur.
Après de longues discussions sur le style architectural (la construction d'une église dans le style de l'église votive viennoise a dû être abandonnée pour des raisons de coût), Georg von Hauberrisser de Graz, architecte de la nouvelle mairie de Munich, a finalement commencé à construire l'église en le style néo-gothique en brique dans le style des églises du nord de l'Allemagne. La première pierre a été posée en 1881, la cérémonie d'achèvement a été célébrée en 1885 et la haute tour a été achevée en 1887. L'église a été consacrée le 10 juin 1891 et élevée en église paroissiale en octobre 1902. Une restauration extérieure complète a été réalisée en 2004 et 2005 (voir liens Internet).

### Autel

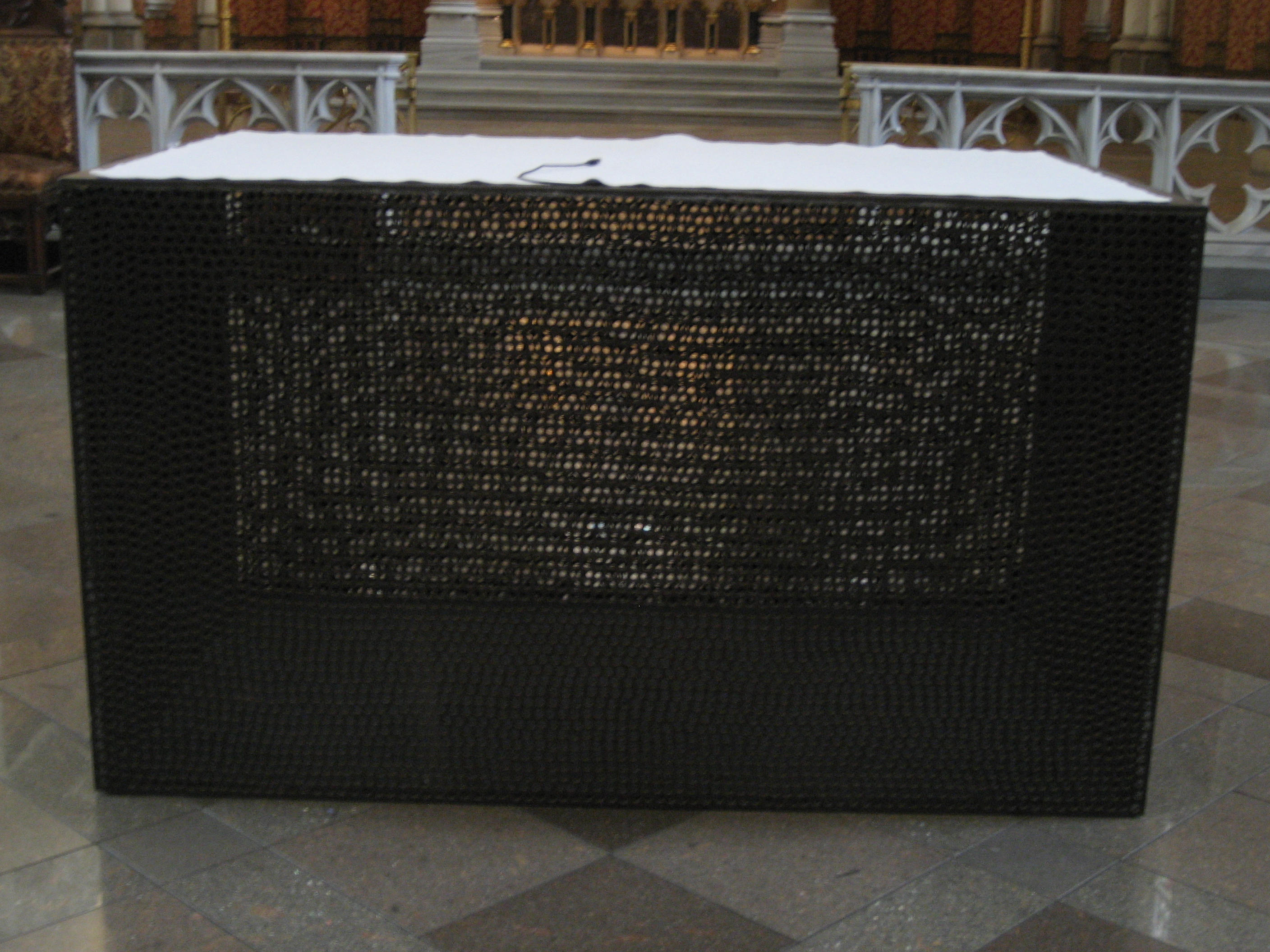
Le nouvel autel conçu par Gustav Troger

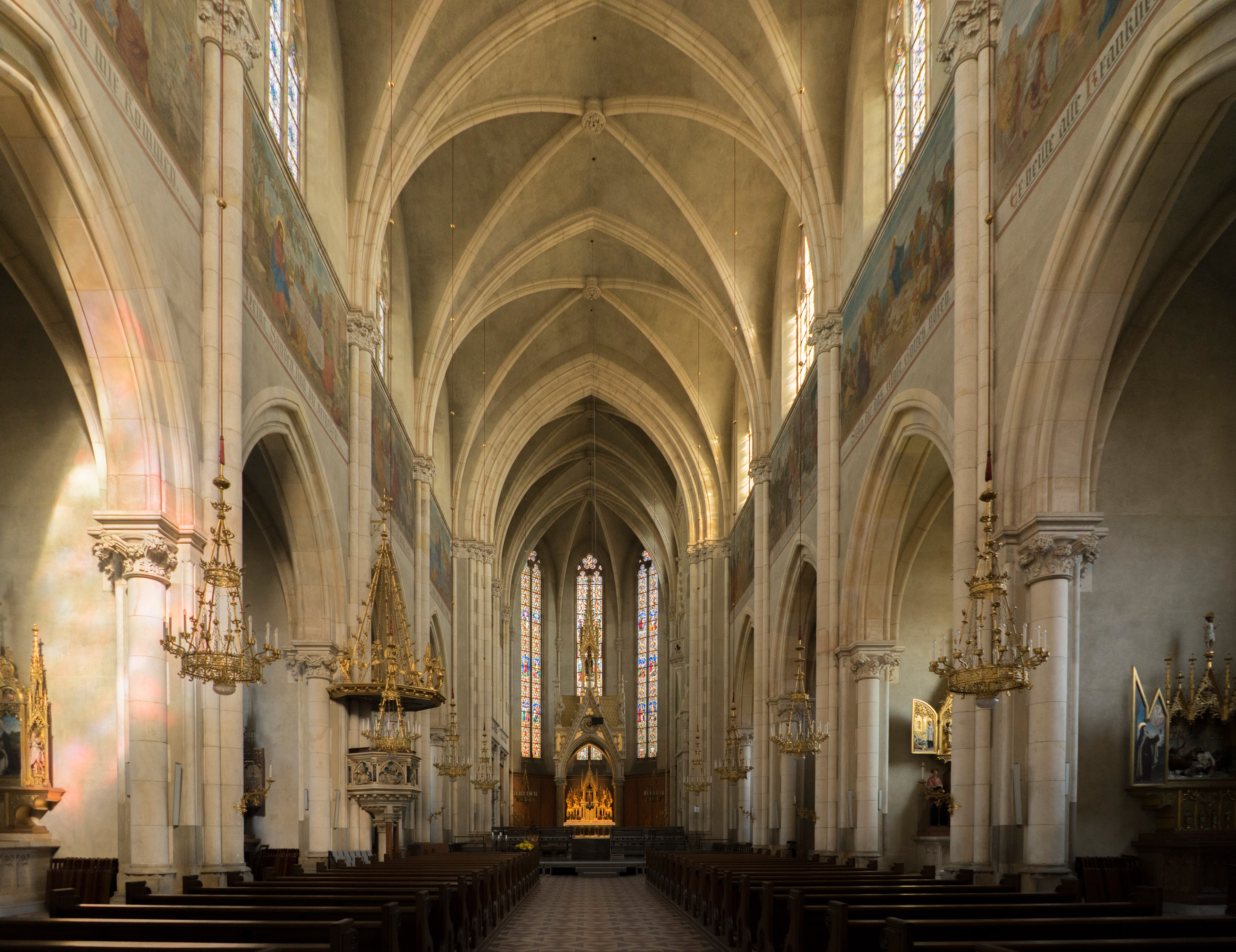
Vue à travers la nef vers l'avant

### Chapelles latérales

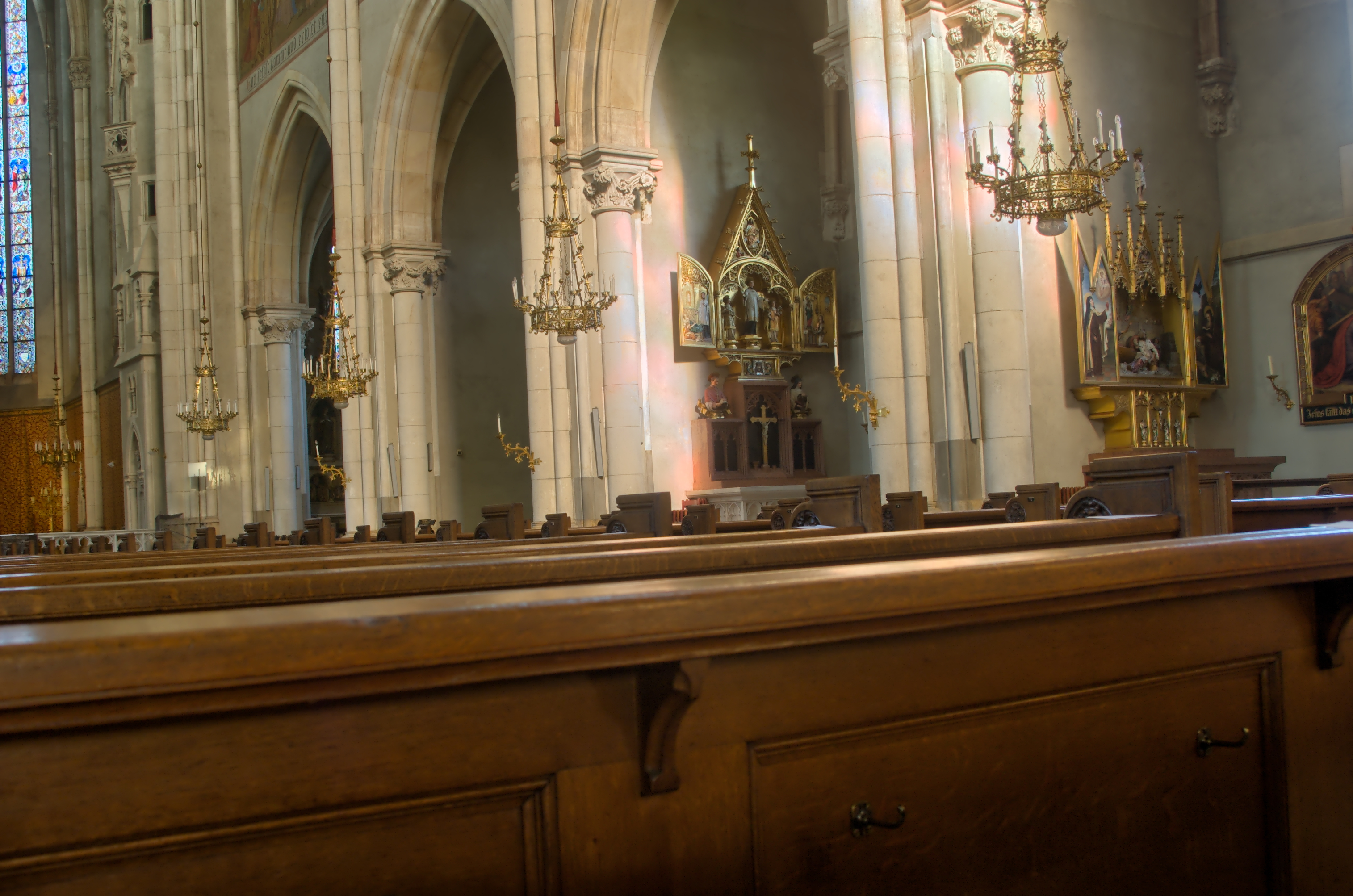
Chapelles latérales sur le mur sud-est

### Orgue

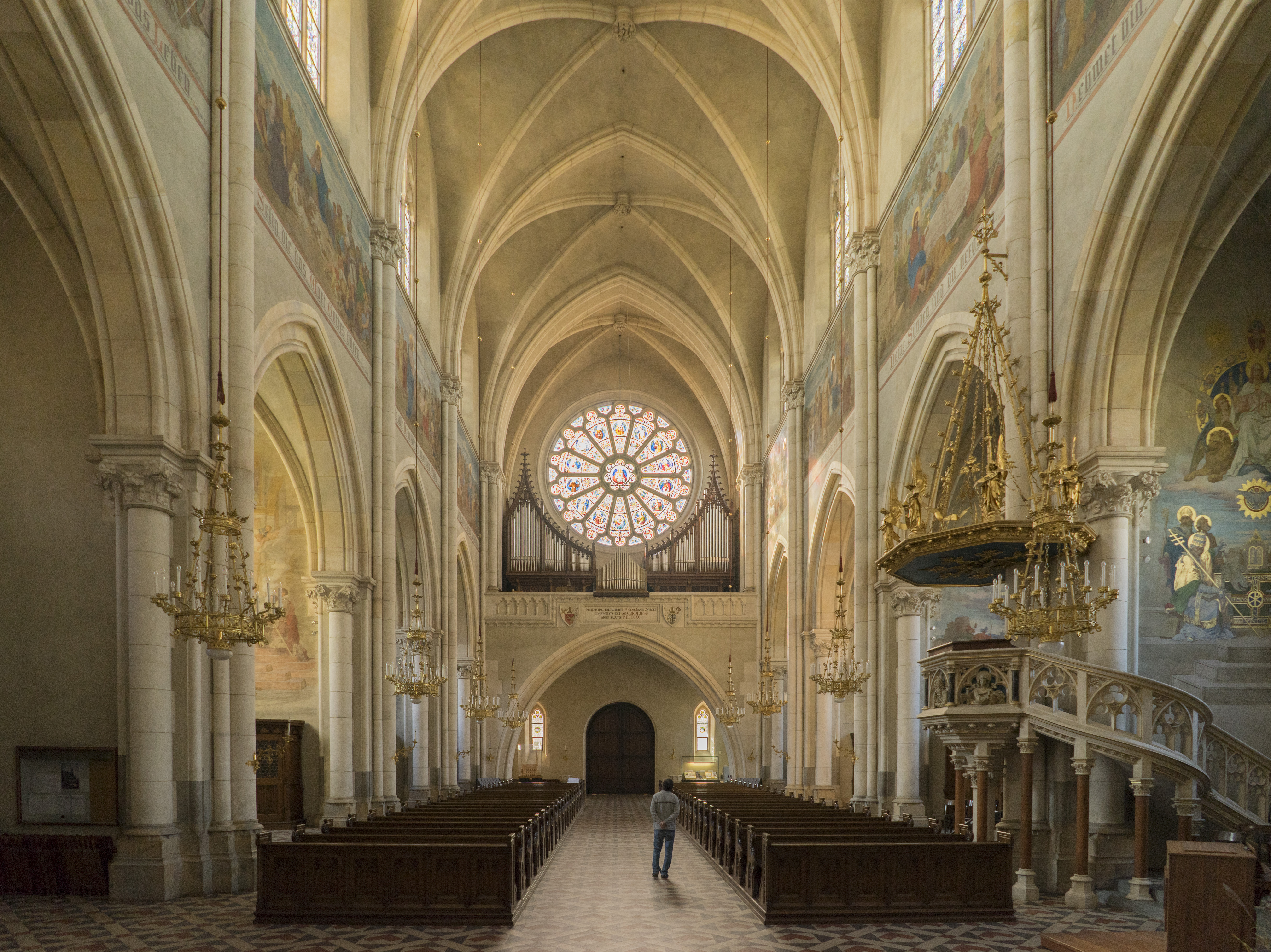
Vue à travers la nef à l'arrière ; Buffet d'orgue

L'orgue a été construit de 1889 à 1891 par la société de facture d'orgues Walcker. L'instrument avait initialement 36 registres sur deux claviers et une pédale à action pneumatique. En 1941, Walcker a ajouté un troisième manuel (Rückpositiv) à l'instrument et a basculé l'action pneumatique sur un fonctionnement électropneumatique. En 1991, l'instrument a été entièrement remis à neuf par le constructeur. Il compte aujourd'hui 55 registres sur trois claviers et une pédale .

## Église basse

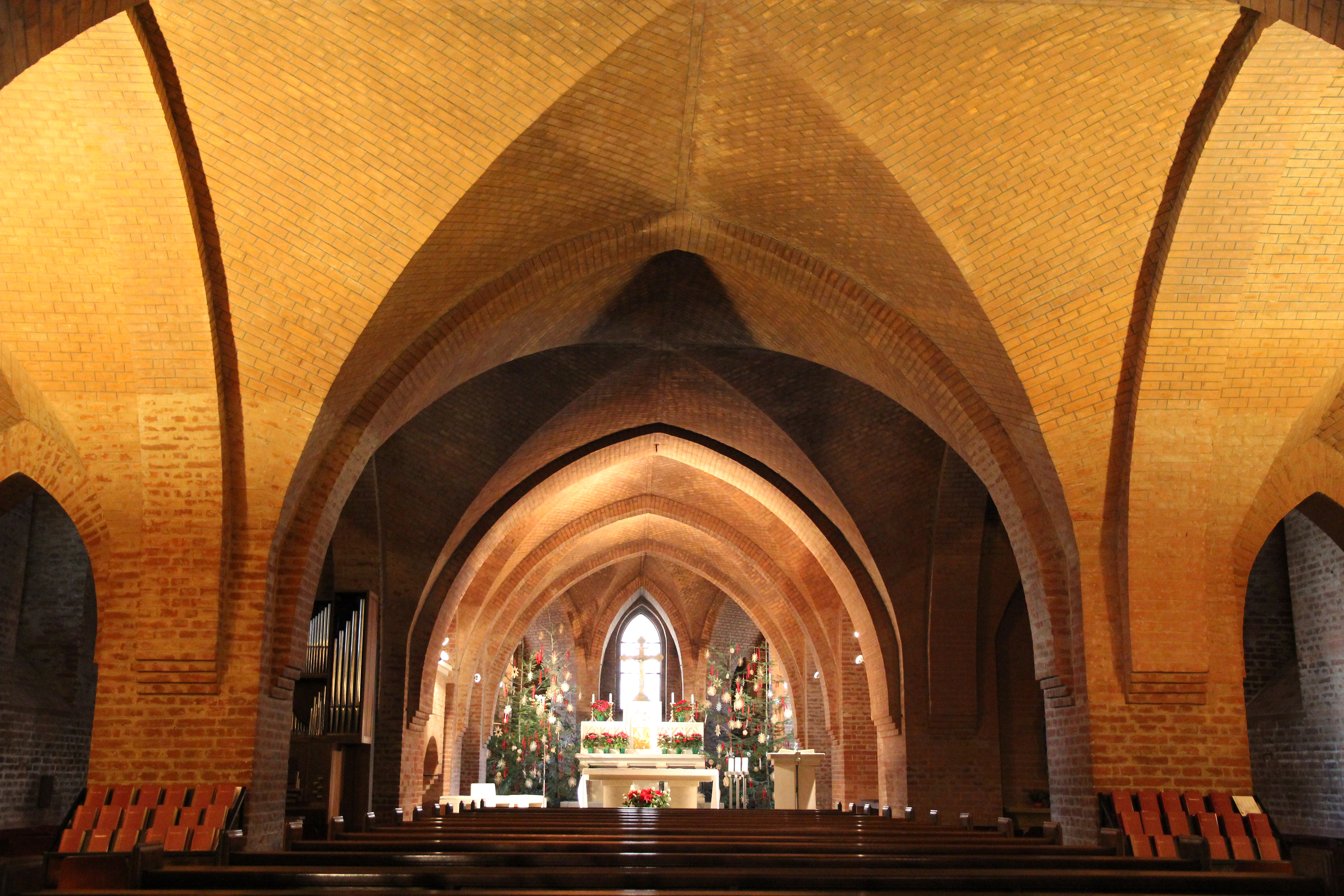
Autel et voûte de l'église basse

L'église inférieure est dédiée aux pauvres âmes. Ce complexe à trois nefs est accessible par un large escalier et crée une forte impression en raison de la structure en brique naturelle des piliers. Le Christ, Marie et Jean-Baptiste peuvent être vus sur trois fenêtres d'extrémité figuratives. L'autel d'origine de l'église inférieure est situé directement sous le maître-autel de l'église supérieure et est un simple autel retable avec des représentations en relief des "pauvres âmes". Une nouvelle zone d'autel a également été construite dans l'église inférieure afin de célébrer les services religieux ici en hiver. La refonte de la zone de l'autel a été réalisée selon les plans de l'architecte Heinrich Tritthart.

## Dimensions

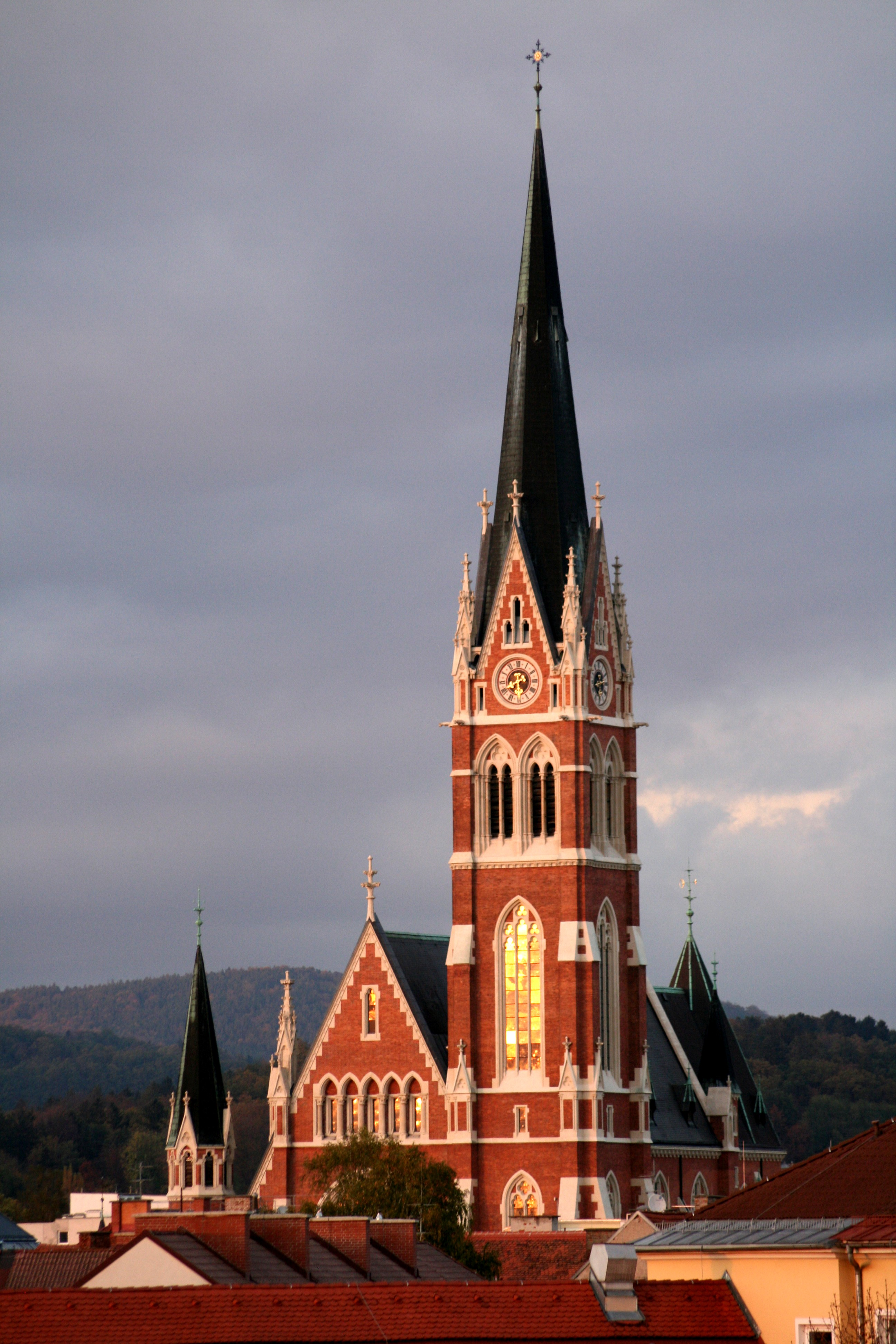
Église du Sacré-Cœur au soleil du soir

| Église supérieure  | Largeur du navire      | 13 mètres   |
|                    | Longueur du navire     | 43,5 mètres |
|                    | longueur totale        | 62 mètres   |
|                    | Hauteur de la couronne | 24 mètres   |
| Église basse       | vaste                  | 13 mètres   |
|                    | longueur               | 47 mètres   |
|                    | Hauteur de la couronne | 6 mètres    |
| Hauteur de la tour |                        | 109,6 m     |

## Littérature
- Friedrich Bouvier : L'église du Sacré-Cœur à Graz. Kirchenführer, Graz 1983 (épuisé).
- Gertrude Celedin, Friedrich Bouvier, Maximilian Liebmann (Eds. ) : Église, artistes et conflit. 100 ans du Herz-Jesu-Kirche Graz. Verlag Styria, Graz et autres 1991,  (ISBN 3-222-12018-8) .
- Alois Kölbl, Wiltraud Resch : Chemins vers Dieu. Les églises et la synagogue de Graz. 2e édition augmentée et complétée. Styrie, Graz 2004,  (ISBN 3-222-13105-8), pp. 123-125.

## Liens web
- Description de l'église
- Paroisse Graz-Herz Jesu
- Article de l'Office fédéral des monuments (BDA) sur la rénovation de l'église du Sacré-Cœur (2004)
- Article de l'Office fédéral des monuments (BDA) sur la rénovation de l'église du Sacré-Cœur (2005)